# Берке Сака
Берке Сака (тур. Berke Saka, 9 липня 2003) — турецький плавець, що спеціалізується в плаванні на спині. Кваліфікувався на літні Олімпійські ігри 2020.